# Districtul Si Thep
Si Thep (în thailandeză ศรีเทพ) este un district (Amphoe) din provincia Phetchabun, Thailanda, cu o populație de 63.300 de locuitori și o suprafață de 810,0 km².

## Componență
Districtul este subdivizat în 7 subdistricte (tambon), care sunt subdivizate în 93 de sate (muban).
| Nr. | Nume            | În thailandeză | Sate | Locuitori |  |
| --- | --------------- | -------------- | ---- | --------- |  |
| 1.  | Si Thep         | ศรีเทพ          | 15   | 10,465    |  |
| 2.  | Sa Kruat        | สระกรวด        | 17   | 15,731    |  |
| 3.  | Khlong Krachang | คลองกระจัง      | 18   | 13,554    |  |
| 4.  | Na Sanun        | นาสนุ่น          | 20   | 11,011    |  |
| 5.  | Khok Sa-at      | โคกสะอาด       | 13   | 6,748     |  |
| 6.  | Nong Yang Thoi  | หนองย่างทอย     | 12   | 9,353     |  |
| 7.  | Pradu Ngam      | ประดู่งาม        | 8    | 3,024     |  |

||
|}